# Kelso Dunes

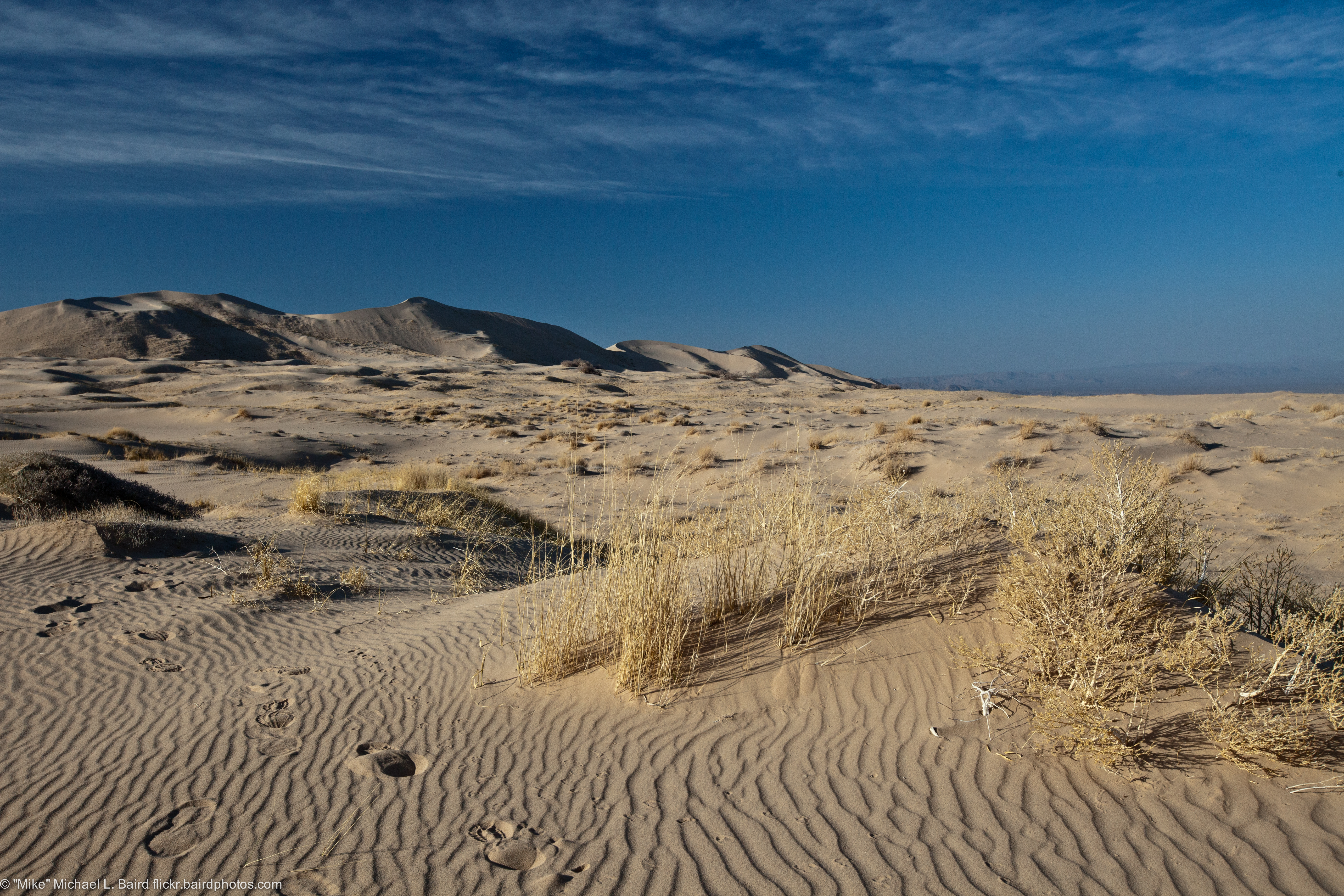
Kelso Dunes

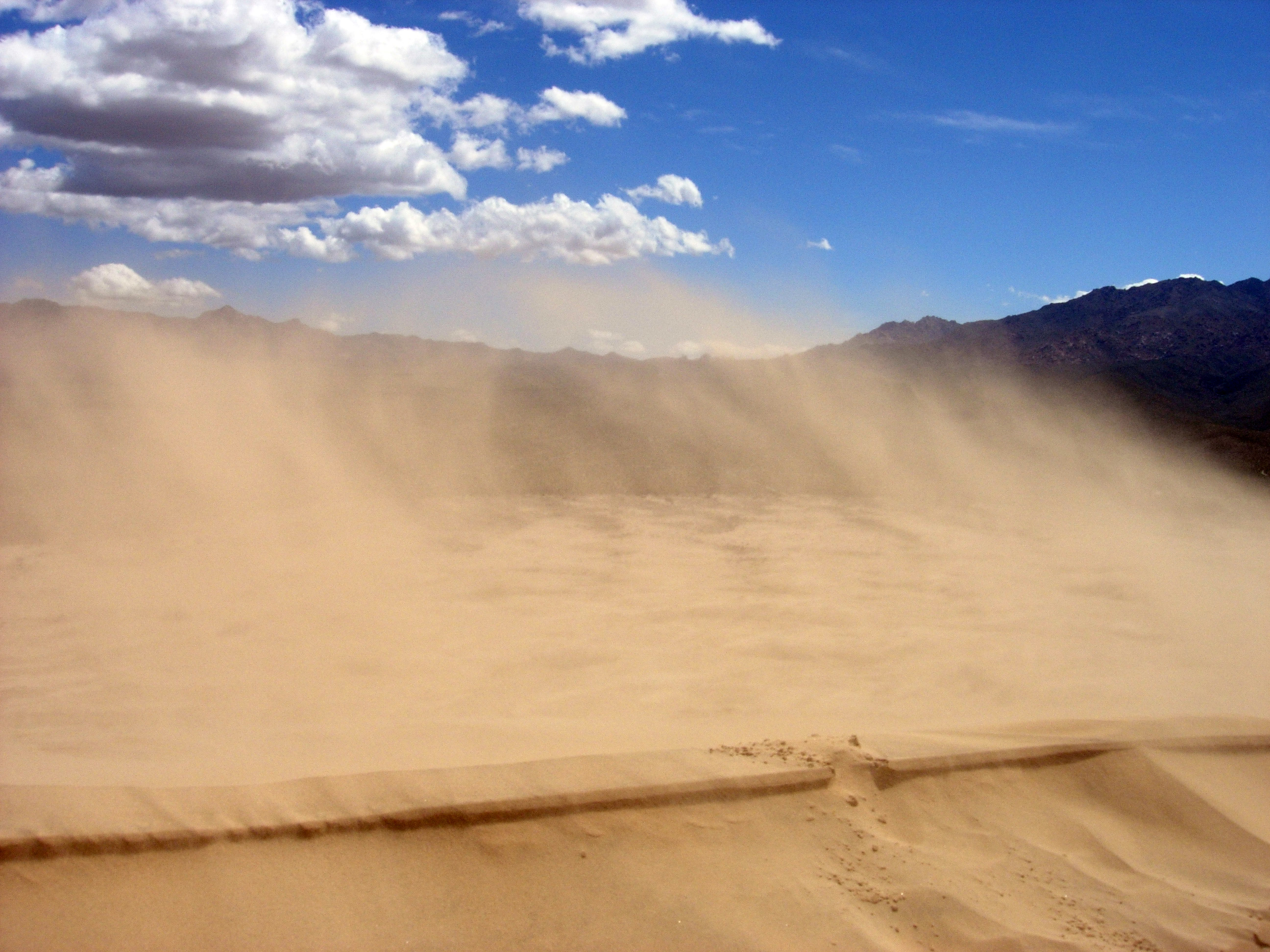
Sable soufflant d'une crête dans les dunes de Kelso

Kelso Dunes, également connu sous le nom de Kelso Dune Field, est le plus grand champ de dunes de sable éolien du désert de Mojave. La région est protégée par la Mojave National Preserve et est située près de la ville de Baker, dans le comté de San Bernardino, en Californie, et du Preserve Visitor Center. Le champ de dunes couvre 120 km² et comprend différentes sortes de dunes mouvantes. Les plus hautes dunes s'élèvent jusqu'à 200 mètres au-dessus du terrain environnant. 

## Dunes chantantes
Les dunes de Kelso se distinguent également par le phénomène connu sous le nom de sable chantant ou «dunes en plein essor». Les amateurs grimpent parfois jusqu'au sommet des dunes et glissent lentement, générant un grondement à basse fréquence qui peut être à la fois ressenti et entendu. Cet effet a également été observé dans les dunes d'Eureka de la Vallée de la Mort en Californie, la Sand Mountain au Nevada et les dunes chantantes du désert du Namib en Afrique. Le bruit est beaucoup plus prononcé lorsque les dunes sont extrêmement sèches. 

## Accès

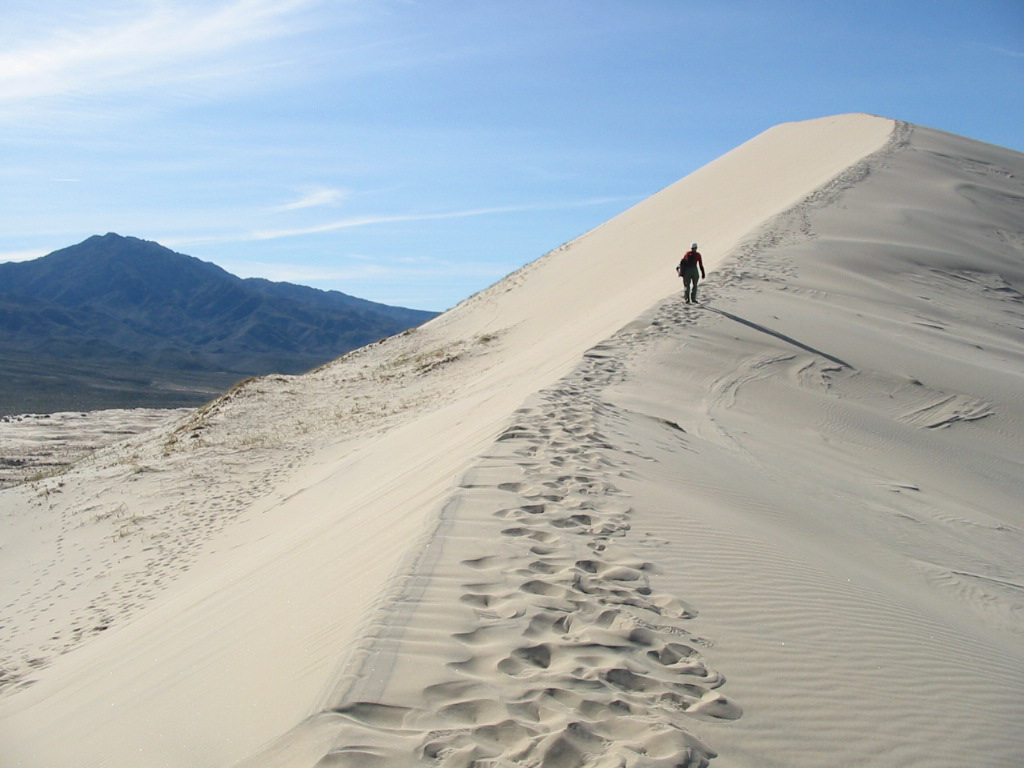
Randonnée au sommet

Les dunes de Kelso sont fermées aux véhicules tout-terrain, mais sont ouvertes aux randonneurs. Les dunes elles-mêmes se trouvent juste au sud-ouest de la ville fantôme de Kelso et du centre d'accueil du parc situé dans le dépôt historique de Kelso. 

## Espèces endémiques
Comme de nombreux systèmes de dunes du sud de la Californie, les dunes de Kelso ont un certain nombre d'espèces animales endémiques. La liste comprend au moins dix espèces d'insectes, telles que le grillon géant à tapis de sable Kelso (Macrobaenetes kelsoensis), le cricket Kelso Jérusalem (Ammopelmatus kelsoensis), Rhaphiomidas tarsalis (une mouche Mydas rare) et le bouclier kelso katydid (Eremopedes kelsoensis). 
Bien qu'elles ne soient pas strictement endémiques, plusieurs espèces de plantes et de reptiles sont rares en dehors de ces dunes. Un exemple est le lézard à bouts frangés Mojave ( Uma scoparia ), qui est connu pour sa capacité à «nager» sous le sable. 